# Петър Раков
Петър Христов (Христодоров) Раков е български революционер, деец на Вътрешната македоно-одринска революционна организация.

## Биография
Петър Раков е роден на 6 юли 1877 година в Пещера, тогава в Османската империя, в семейството на Христодор Раков – устабашия на Кожарския еснаф в Пещера. В 1902 година баща му дарява 100 златни лева за строежа на новия читалищен дом в Пещера. Дядо му Атанас Раков е водач на българската просветна и църковна борба в Пещера. Петър Раков завършва основно училище в родния си град и средно в Пешара. Една година учителства в Пещера, след което заминава да учи в Германия и Русия. На 20 юли 1893 година е сред основателите на читалище „Развитие“ в Пещера, като е избран за член на Управителния съвет като отговорник на библиотеката и член на комисията по подготовката на проектоустава. Завършва история и география в Софийския университет през 1902 година. В София попада в писателския интелектуалски кръг на Елин Пелин, Пейо Яворов, Димитър Бояджиев, Трифон Кунев, Андрей Протич и Димчо Дебелянов. В София за няколко месеца Раков работи като началник на протокола във Външното министерство и началник на Бюрото по печата, но подава оставка. След завършването си Раков преподава в гимназиите в Пловдив и в София.
През есента на 1902 година попада под влиянието на Михаил Герджиков и започва живо да се интересува от Македонския въпрос. От 1904 година до 1906 година Раков преподава в Солунската българска мъжка гимназия. В Солун Петър Раков става член на ВМОРО и през 1905 година е избран за председател на окръжния комитет на Солунския революционен окръг.
През 1906 година при избухването на Мацановата афера Петър Раков е един от 36-те арестувани дейци. Затворен е в Еди куле, където престоява десет месеца. Осъден е на 101 години затвор и е прехвърлен в Смирна и оттам заточен на остров Родос. Там умира от туберкулоза на 21 юни 1907 година.
Елин Пелин пише за него:
| „ | Него го вълнуваше една радост, че отива в една страна, където кипи трескаво ту явна, ту скрита, ту глуха борба за свободата, че там расте едно гигантско дело, което зове и увлича. Той беше вече човек, посветен на делото... Има на света хора, които човек обиква от първото запознанство и към които сърцето никога не се лъже в чувствата. От тия хора, които приличат на нежни цветя, с нежни краски, с дъх приятен, но вечно траен, с нежни сърца беше и Петър Раков... Този човек с чисто сърце, с детска наивност, дух, свободен от оковите, отдаден изцяло на борбата, в разцвета на своя живот, едва 30-годишен, почива далеч от близките и другарите в условията на вечно заточение... Далече, на поетичния остров Родос, в някой тих кът и необитаем, в гроб, непосетен от никого, неизвестен. | “ |

Името му носи улица в Пещера.